# شوسي أوكاموتو
شوسي أوكاموتو (باليابانية: 岡本 將成) (مواليد 7 أبريل 2000) هو لاعب كرة قدم ياباني.

## وصلات خارجية
- شوسي أوكاموتو على موقع رابطة كرة القدم اليابانية للمحترفين (اليابانية)
- شوسي أوكاموتو على موقع قاعدة بيانات كرة القدم.إي يو (الإنجليزية)
- شوسي أوكاموتو على موقع Soccerway.com (الإنجليزية)
- شوسي أوكاموتو على موقع عالم كرة القدم.نت (الإنجليزية)